# Harry Dodge
Harry Dodge (1966) è uno scultore, scrittore, videoartista e performer statunitense.
Ha esposto in mostre personali a New York, Los Angeles e in Connecticut, e ha partecipato a mostre collettive al The New Museum, alla Whitney Biennial, al Getty Museum e all'Hammer Museum, solo per citarne alcune. Ha ricevuto una borsa di studio dal Guggenheim nel 2017 ed è l'autore del libro My Meteorite: Or, Without the Random There Can Be No New Thing (2020). Vive e lavora a Los Angeles, California.

## Primi anni di vita
Dodge è nato nel 1966 a San Francisco, California. Dodge ha conseguito un MFA in Belle Arti nel 2002 presso la Milton Avery School of the Arts del Bard College .

## Carriera
All'inizio degli anni '90, Dodge è stato uno dei fondatori e dei curatori di uno spazio dedicato alle performance per la comunità di San Francisco, il Red Dora's Bearded Lady Coffeehouse. Durante questo periodo Dodge ha scritto, diretto e interpretato diverse performance serali basate su monologhi, tra cui "Muddy Little River" (1996) e "From Where I'm Sitting (I Can Only Reach Your Ass)" (1997).
Alla fine degli anni '90, Dodge ha co-scritto, diretto, montato e interpretato (con Silas Howard) un film narrativo, <i id="mwIQ">By Hook or By Crook</i>, presentato in anteprima al Sundance Film Festival (2002), che ha ricevuto cinque premi per il miglior lungometraggio in vari festival cinematografici. Dodge appare anche nel film di John Waters del 2000 A morte Hollywood.
Dal 2004 al 2008, pur continuando a creare opere personali, Dodge collabora ad un progetto di produzione video con l'artista Stanya Kahn .
Dal 2008 in poi la produzione di Dodge si concentra su scultura, disegno, video e scrittura. Il suo approccio interdisciplinare è “caratterizzato dall'esplorazione di concetti quali relazione, materialità e contaminazione estatica”. Secondo Artforum le sue opere “dense e ricche di idee” sono “progettate per mantenere la tensione tra l'idea di individualità e quella della molteplicità e per creare spazi dal movimento dinamico tra il tutto e le sue parti”.
Dodge insegna alla School of Art del California Institute of the Arts (CalArts) e nel programma di scultura della Milton Avery School of the Arts al Bard College.

## Mostre

### Mostre personali
- 2019 Callicoon Fine Arts, New York, New York[13]
- 2018 Works of Love, JOAN, Los Angeles, California[14]
- 2017 Mysterious Fires, Grand Army Collective, New York, New York[15][16]
- 2015 The Cybernetic Fold, Wallspace, New York[15]
- 2013 Meaty Beaty Big & Bouncy, Aldrich Contemporary Art Museum, Ridgefield, Connecticut[17]
- 2013 Frowntown, Wallspace, New York[18]

### Mostre collettive
- 2019 Avengers--Someone Left the Cake Out in the Rain, Gaga and Reena Spaulings Fine Art, Los Angeles, California[19]
- 2017 The New Museum, New York City, New York[20]
- 2014 Made in L.A., Hammer Museum, Los Angeles, California[21]
- 2008 Whitney Biennial, New York City, New York[22]
- 2009 Code Share: 5 continents, 10 biennales, 20 artists, CAC Vilnius, Lithuania[23]
- Videonale 12, Kunstalle Bonn, Bonn, Germany[24]
- 2009 Reflections on the Electric Mirror: New Feminist Video, Brooklyn Museum of Art[25]
- 2008 California Video Getty Museum, Los Angeles, California;[26]
- 2007 Between Two Deaths, ZKM/Center for Art and Media, Karlsruhe, Germany[27]
- 2007 Eden’s Edge Hammer Museum, Los Angeles, California[28]
- Triples: Harry Dodge, Evan Holloway, Peter Shelton, The Approach, London, England[29]

## Collezioni
L'opera realizzata in collaborazione con Stanya Kahn, Can't Swallow It, Can't Spit It Out, fa parte della collezione permanente del Museum of Modern Art di New York. Inoltre, il lavoro personale di Dodge fa parte delle collezioni del Museum of Contemporary Art, Los Angeles, e dell'Hammer Museum .

## Premi
Nel 2017 Dodge ha ricevuto una borsa di studio dal Guggenheim e, nel 2012, un finanziamento dalla Fondazione Art Matters.
Il suo film co-diretto By Hook or By Crook ha ricevuto numerosi premi, tra cui Miglior film, Premio del pubblico all'Outfest Los Angeles Lesbian & Gay Film Festival; Miglior sceneggiatura, Gran Premio della Giuria all'Outfest Los Angeles Lesbian & Gay Film Festival; Miglior lungometraggio, Premio della giuria al Seattle Lesbian & Gay Film Festival; Miglior regista emergente, Premio della giuria al Seattle Lesbian & Gay Film Festival; Miglior film, Premio del pubblico al Mardi Gras Festival, Australia; Miglior film, Premio del pubblico al South by Southwest Film Festival; Miglior film, Premio della giuria al Philadelphia Lesbian & Gay Film Festival.

## Vita privata
Dodge è sposato con l'autrice Maggie Nelson, con la quale ha un figlio. Ha un figlio più grande da una precedente relazione.
Dodge usa il pronome “he” (“lui”) ma ha recentemente espresso disinteresse nelle designazioni di genere. Si identifica come butch. In un un'intervista del 2017 con il Lunch Ticket ha mostrato interesse nella teoria della “non-identità”, “conoscenza non linguistica” di Adorno.